# Interacción de gen no alélico

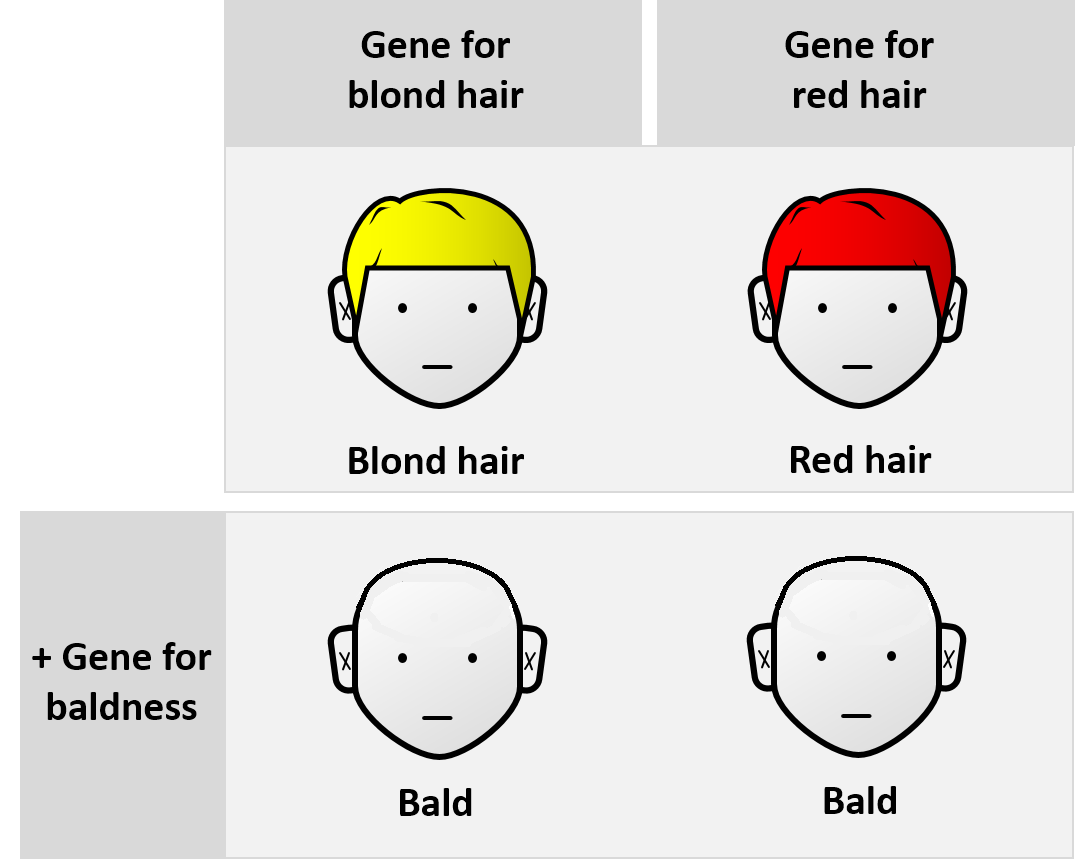
El gen de la calvicie es epistático a aquellos para cabello rubio o pelirrojo. El fenotipo calvo reemplaza los genes del color de pelo y por lo tanto sus efectos no son aditivos.

Epistasis es el fenómeno del efecto de un gen dependiente de la presencia de uno o más genes modificadores', el perfil genético. De esta manera, mutaciones epistáticas tienen diferentes efectos en combinación que individualmente. Originalmente era un concepto de Genética pero hoy en día es utilizado en Bioquímica, Biología computacional y Biología evolutiva. Se origina a partir de interacciones ya sea entre genes o sin ellos culminando en efectos no aditivos. La epistasis tiene una gran influencia en la forma del paisaje evolutivo, lo que conlleva a profundas consecuencias para la evolución y la adaptabilidad evolutiva de caracteres fenotípicos.

## Historia
El entendimiento de la epistasis ha cambiado considerablemente a través de la historia de la genética y también el uso de ese término. En modelos tempranos de la selección natural creados a principios del siglo XX, cada gen era considerado que hacía su contribución característica al físico contra el promedio de los otros genes. Algunos cursos introductores todavía enseñan genética de poblaciones de esta forma. Debido a la forma en que se desarrolló la ciencia de genética de poblaciones, genetistas evolutivos han pensado que epistasis es la excepción. Sin embargo, en general, la expresión de cualquier alelo depende de manera complicada de muchos otros alelos.
En genética clásica, si los genes A y B mutan, cada mutación por sí misma produce un efecto único fenotípico pero las mutaciones de ambos en conjunto muestran el mismo fenotipo que la mutación del gen A, el gen A es epistático y el gen B es hipostático. Por ejemplo, el gen para el patrón de la calvicie masculina es epistático al gen del color rojo del cabello. En este sentido, la epistasis se puede contrastar con la dominancia genética la cual es una interacción entre alelos del mismo locus del gen. A medida que se desarrolla el estudio de la genética y con la ayuda de la biología molecular, la epistasis comenzó a ser estudiada en relación con el Quantitative Trait Loci (locus de un carácter cuantitativo) y herencia poligénica.
Los efectos de los genes son, hoy en día, comúnmente cuantificables midiendo la magnitud de un fenotipo (ej. altura, pigmentación o crecimiento) o por mediciones bioquímicas analizando actividad proteica (ej. uniones o catálisis). Modelos computacionales y de biología evolutiva cada vez más sofisticados buscan describir los efecto de la epistasis a escala de todo el genoma y sus consecuencias para la evolución.
Como la identificación de pares epistáticos es complicada en términos computacionales y estadísticos, también hay estudios que intentan priorizar los pares epistáticos.

## Clasificación

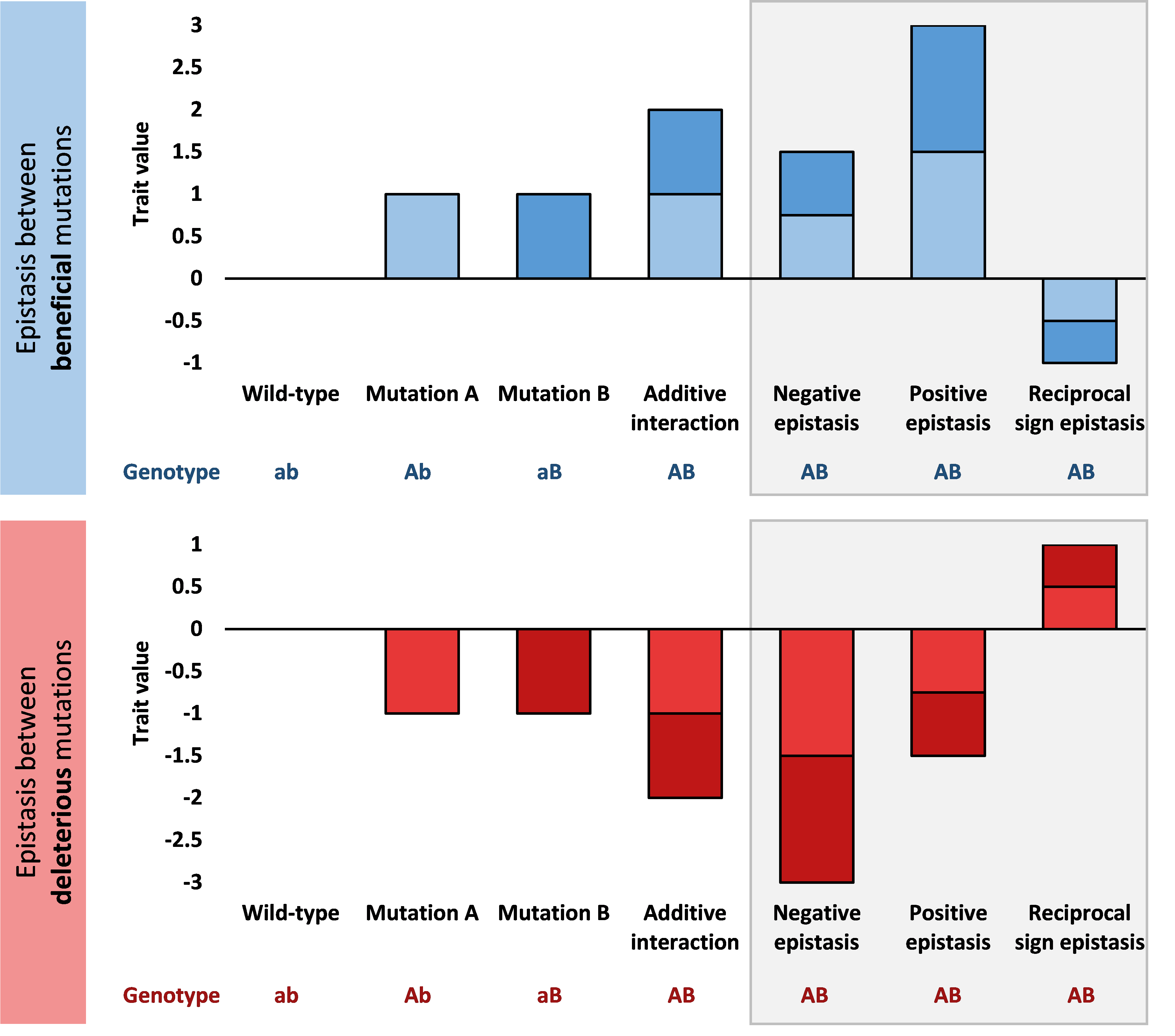
Los valores de un Quantitive trait con dos mutaciones aisladas (Ab y aB) o combinadas (AB). Las barras contenidas en la zona gris indican el valor de la combinación de caracteres bajo diferentes circunstancias epistáticas. El panel superior indica la epistasis entre mutaciones benéficas (azul). El panel inferior muestra la epistasis entre mutaciones perjudiciales.

Como las mutaciones son, en promedio, perjudiciales, mutaciones aleatorias de un organismo disminuyen su aptitud. Si todas las mutaciones son aditivas, la aptitud disminuiría en proporción al número de mutaciones (línea negra). Cuando mutaciones perjudiciales muestran epistasis negativa (sinérgica), son peores en combinación que individualmente y la aptitud disminuye con el número de mutaciones cada vez más rápido (línea superior roja). Cuando las mutaciones muestran epistasis positiva (antagónica), los efectos de las mutaciones son menos severos en combinación que individualmente y la aptitud disminuye a menor velocidad (línea inferior azul).

La terminología de la epistasis puede variar entre campos científicos. Genetistas usualmente se refieren al wild type y alelos mutantes donde la mutación en implícitamente perjudicial y hablan en términos de mejoras genéticas, letalidad sintética y supresores genéticos. Contrariamente, un bioquímico se centra más en mutaciones benéficas y establece explícitamente el efecto de una mutación utilizando términos como señal epistática recíproca y mutación compensatoria. Adicionalmente, hay diferencias cuando se analiza la epistasis de un gen específico (bioquímica) y epistasis en genomas haploides o diploides (genética). En general, la epistasis se usa para denotar la desviación de la 'independencia' de los efectos de diferentes loci genéticos. Puede haber confusiones debido a las diferentes interpretaciones de 'independencia' entre las diferente ramas de la biología. Las siguientes clasificaciones intentan cubrir varios términos y cómo se relacionan entre ellos.

### Aditividad
Dos mutaciones son consideradas puramente aditivas si el efecto de la doble mutación es igual a la suma de los efectos de las mutaciones individuales. Esto ocurre cuando los genes no interactúan entre ellos, por ejemplo, actuando a través de rutas metabólicas diferentes. Los caracteres aditivos simples fueron estudiados temprano en la historia de la genética. Sin embargo, son relativamente raros ya que la mayoría de los genes presentan interacción epistática en algún nivel.

### Epistasis de magnitud
Cuando la doble mutación tiene un fenotipo más apto que el esperado por los efectos de las mutaciones individuales, se llama epistasis positiva. La epistasis positiva entre mutaciones benéficas genera más aptitud en funcionamiento que lo esperado. La epistasis positiva con mutaciones perjudiciales protege contra los efectos negativos y causan menor pérdidas de aptitud.
Por otra parte, cuando dos mutaciones en conjunto conducen a un fenotipo menos apto de lo esperado por los efectos individuales, se llama epistasis negativa. La epistasis negativa entre mutaciones benéficas genera menores mejoras de aptitud de lo esperado, mientras que la epistasis negativa entre mutaciones perjudiciales causan pérdidas de aptitud más grandes que las aditivas.
Cuando el efecto en la aptitud de dos mutaciones es más radical de los esperado que de sus efectos individuales, se le llama epistasis sinérgica. La situación opuesta, cuando la diferencia de aptitud entre el doble mutante y el wild type es más pequeña que lo esperado de los efectos de las dos mutaciones individuales, se le llama epistasis antagónica. Por lo tanto, para mutaciones perjudiciales la epistasis negativa es también sinérgica mientras que la epistasis positiva en antagónica. Opuestamente, para mutaciones convenientes, la epistasis positiva es sinérgica mientras que la negativa es antagónica. 
El término mejoramiento genético a veces se utiliza cuando un doble mutante (perjudicial) tiene un fenotipo más severo que los efectos aditivos de las mutaciones individuales. Una epistasis positiva fuerte a veces se le llama por creacionistas como complejidad irreducible (aunque la mayoría de los ejemplos están identificado erróneamente).

### Epistasis de seña
La epistasis de seña ocurre cuando una mutación tiene el efecto opuesto cuando está presente otra mutación. Esto ocurre cuando una mutación que es perjudicial por sí misma puede aumentar el efecto de una mutación benéfica en particular. Por ejemplo, un cerebro grande y complejo es una pérdida de energía sin varios órganos sensoriales, sin embargo, estos órganos pueden ser más útiles si el cerebro del organismo es capaz de procesar la información.
En el extremo, epistasis de seña recíproca ocurre cuando dos genes dañinos son benéficos en conjunto. Por ejemplo, producir una toxina por sí sola puede matar una bacteria y producir un exportador de toxina por sí solo es un gasto de energía, pero producir ambos mejora la aptitud ya que mata otros organismos competitivos.
Epistasis de seña recíproca conlleva a la supresión genética donde dos mutaciones perjudiciales son menos dañinas juntas que cualquiera de ellas por separado, ej. una compensa por la otra. Este término también aplica a la epistasis de seña donde el doble mutante tiene un fenotipo intermedio entre aquellos con solo una mutación, en tal caso el fenotipo más severo con la mutación es suprimida por la otra mutación o condición genética. Por ejemplo, en organismos diploides, un fenotipo mutante hipomórfico (o pérdida de función parcial) puede ser suprimido eliminando una copia del gen que actúa en oposición a la misma ruta. En este caso, el segundo gen es descrito como "supresor dominante" del mutante hipomórfico; dominante porque el efecto es visto cuando una copia del gen supresor wild type está presente (ej. también en heterocigotos). Para la mayoría de los genes, el fenotipo de la mutación supresora heterocigota por sí sola sería el wild type (porque la mayoría de los genes son haploinsuficientes), de tal manera que el fenotipo del doble mutante (suprimido) es promedio entre aquellos con solo una mutación.
Cuando dos mutaciones son viables pero letales en combinación, se llama letalidad sintética o no complementación disociada.

### Organismos haploides
En un organismo haploide con genotipo (en dos loci) ab, Ab, aB o AB, podemos pensar que diferentes formas de epistasis afectan la magnitud del fenotipo por mutación individual (Ab y aB) o en combinación (AB).
| Tipo de interacción             | ab | Ab | aB | AB |                                       |
| Sin epistasis (aditiva)         | 0  | 1  | 1  | 2  | AB = Ab + aB + ab                     |
| Epistasis positiva (sinérgica)  | 0  | 1  | 1  | 3  | AB > Ab + aB + ab                     |
| Epistasis negativa (antagónica) | 0  | 1  | 1  | 1  | AB < Ab + aB + ab                     |
| Epistasis de seña               | 0  | 1  | -1 | 2  | AB tiene el signo opuesto a Ab o a aB |
| Epistasis de seña recíproca     | 0  | -1 | -1 | 2  | AB tiene el signo opuesto a Ab y a aB |

### Organismos diploides
La epistasis en organismos diploides es más complicada debido a la presencia de dos copias de cada gen. La epistasis puede ocurrir entre loci, pero también, puede haber interacciones entre las dos copias de cada locus en heterocigotos. Para un sistema con dos locus y con dos alelos hay ocho tipos independientes de interacciones de genes.
| Locus A aditivo               | Locus A aditivo               | Locus A aditivo               | Locus A aditivo               | Locus A aditivo               | Locus B aditivo                 | Locus B aditivo                 | Locus B aditivo                 | Locus B aditivo                 | Locus B aditivo                 | Locus A dominante               | Locus A dominante               | Locus A dominante               | Locus A dominante               | Locus A dominante               | Locus B dominante                 | Locus B dominante                 | Locus B dominante                 | Locus B dominante                 | Locus B dominante                 |
|                               | aa                            | aA                            | AA                            |                               |                                 | aa                              | aA                              | AA                              |                                 |                                 | aa                              | aA                              | AA                              |                                 |                                   | aa                                | aA                                | AA                                |                                   |
| bb                            | 1                             | 0                             | –1                            |                               | bb                              | 1                               | 1                               | 1                               |                                 | bb                              | –1                              | 1                               | –1                              |                                 | bb                                | –1                                | –1                                | –1                                |                                   |
| bB                            | 1                             | 0                             | –1                            |                               | bB                              | 0                               | 0                               | 0                               |                                 | bB                              | –1                              | 1                               | –1                              |                                 | bB                                | 1                                 | 1                                 | 1                                 |                                   |
| BB                            | 1                             | 0                             | –1                            |                               | BB                              | –1                              | –1                              | –1                              |                                 | BB                              | –1                              | 1                               | –1                              |                                 | BB                                | –1                                | –1                                | –1                                |                                   |
|                               |                               |                               |                               |                               |                                 |                                 |                                 |                                 |                                 |                                 |                                 |                                 |                                 |                                 |                                   |                                   |                                   |                                   |                                   |
| Aditiva por epistasis aditiva | Aditiva por epistasis aditiva | Aditiva por epistasis aditiva | Aditiva por epistasis aditiva | Aditiva por epistasis aditiva | Aditiva por epistasis dominante | Aditiva por epistasis dominante | Aditiva por epistasis dominante | Aditiva por epistasis dominante | Aditiva por epistasis dominante | Dominante por epistasis aditiva | Dominante por epistasis aditiva | Dominante por epistasis aditiva | Dominante por epistasis aditiva | Dominante por epistasis aditiva | Dominante por epistasis dominante | Dominante por epistasis dominante | Dominante por epistasis dominante | Dominante por epistasis dominante | Dominante por epistasis dominante |
|                               | aa                            | aA                            | AA                            |                               |                                 | aa                              | aA                              | AA                              |                                 |                                 | aa                              | aA                              | AA                              |                                 |                                   | aa                                | aA                                | AA                                |                                   |
| bb                            | 1                             | 0                             | –1                            |                               | bb                              | 1                               | 0                               | –1                              |                                 | bb                              | 1                               | –1                              | 1                               |                                 | bb                                | –1                                | 1                                 | –1                                |                                   |
| bB                            | 0                             | 0                             | 0                             |                               | bB                              | –1                              | 0                               | 1                               |                                 | bB                              | 0                               | 0                               | 0                               |                                 | bB                                | 1                                 | –1                                | 1                                 |                                   |
| BB                            | –1                            | 0                             | 1                             |                               | BB                              | 1                               | 0                               | –1                              |                                 | BB                              | –1                              | 1                               | –1                              |                                 | BB                                | –1                                | 1                                 | –1                                |                                   |
|                               |                               |                               |                               |                               |                                 |                                 |                                 |                                 |                                 |                                 |                                 |                                 |                                 |                                 |                                   |                                   |                                   |                                   |                                   |

## Causas genéticas y moleculares

### Aditividad
Este puede ser el caso cuando varios genes actúan en paralelo con el mismo objetivo. Por ejemplo, cuando un organismo necesita fósforo, varias enzimas que degradan diferentes compuestos fosforilados del medio pueden actuar con aditividad para incrementar la cantidad de fósforo disponible para el organismo. Sin embargo, inevitablemente llega un punto en el cual el fósforo ya no es un factor limitante de crecimiento y reproducción y por lo tanto mejoras adicionales en el metabolismo del fósforo tienen poco o ningún efecto (epistasis negativa). Algunos grupos de mutaciones especialmente aditivas dentro han sido descubiertas dentro de algunos genes. Hoy en día se considera que aditividad estricta es una excepción en vez de una regla, ya que muchos genes interactúan con cientos o miles de otros genes.

### Epistasis entre genes
La epistasis entre los genomas de organismos ocurre debido a las interacciones entre los genes dentro del genoma. Esta interacción puede ser dirigida si los genes codifican proteínas que, por ejemplo, sean componentes separados de un complejo multiproteico (como los ribosomas), inhiban la actividad del otro o si la proteína codificada para un gen modifica el otro (posiblemente por fosforilación). De otra manera, la interacción puede ser indirecta, donde los genes que codifican los componentes de una ruta metabólica o red metabólica, rutas de desarrollo, rutas de señalización o red de factores de transcripción. Por ejemplo, el gen que codifica la enzima que sintetiza penicilina no es esencial para el hongo sin enzimas que sintetiza los precursores necesario en esa ruta metabólica.

### Epistasis en genes
Así como las mutaciones en dos genes diferentes pueden ser no aditivas si los genes interactúan, las mutaciones en dos codones en un gen pueden ser no aditivas. En genética, a esto se le llama complementación intragénica cuando una mutación perjudicial puede ser compensada por una segunda mutación en el mismo gen. Esto ocurre cuando los aminoácidos en una proteína interactúan. Debido a la complejidad del plegamiento y actividad de la proteína, mutaciones aditivas son escasas.
Las proteínas se mantienen en su estructura terciaria debido a una red interna de interacciones cooperativas distribuidas (hidrofóbicas, polares y covalentes). Interacciones epistáticas ocurren cuando una mutación altera el medio ambiente local de otro residuo (ya sea interactuando directamente con él o induciendo cambios en la estructura de la proteína). Por ejemplo, en un puente disulfuro, una cisteína no tiene efecto en la estabilidad de la proteína hasta que una segunda esté presente en el lugar correcto para que las dos cisteínas formes un enlace químico que mejore la estabilidad de la proteína.
Esto se observaría como epistasis positiva si la variante con el enlace entre las cisteínas tuviera mucha más estabilidad que la variante con una solo cisteína. Opuestamente, cuando dos mutaciones perjudiciales son introducidas, las proteínas normalmente exhiben resistencia mutacional mientras que a medida de las interacciones estabilizantes son destruidas, la proteína sigue funcionando hasta que se alcanza el límite de estabilidad momento a partir del cual más mutaciones desestabilizantes tienen grandes efectos perjudiciales ya que la proteína no puede plegarse. Esto conduce a epistasis negativa donde las mutaciones individuales tienen pequeños efectos pero en conjunto tienen grandes efectos perjudiciales.
En enzimas, la estructura de la proteína guía pocos aminoácidos clave a la geometría precisa para formar el sitio activo de una reacción química. Como estas redes de sitios activos frecuentemente requieren de la cooperación de múltiples componentes, mutar cualquiera de estos elementos compromete gravemente su actividad. De esta forma, mutar un segundo componente tiene un efecto relativamente menor al que inactivó la enzima. Por ejemplo, eliminar cualquier miembro de la triada catalítica de muchas enzimas reduce la actividad a niveles inferiores de los necesarios para que el organismo sea viable.

#### Epistasis heterocigótica
Los organismos diploides tienen dos copias de cada gen. Si estas son diferentes (heterocigotos /  heteroalélicos), las dos copias del alelo pueden interactuar entre ellos para producir epistasis. Esto a veces es llamado complementación alélica o complementación interalélica. Puede ser causada por varios mecanismos, por ejemplo, transvección, donde un enhancer o potenciador de un alelo actúa en trans para activar la transcripción del promotor del segundo alelo. Del otro lado, el splicing alternativo de dos moléculas no funcionales de ARN pueden producir un solo ARN funcional. De la misma forma, a nivel proteico, proteínas que funcionan como dímeros pueden formar un heterodímero compuesto por una proteína de cada gen alternante y puede presentar diferentes propiedades a las del homodímero en una o ambas variantes.

## Consecuencias evolutivas

### Paisaje adaptativo y habilidad evolutiva

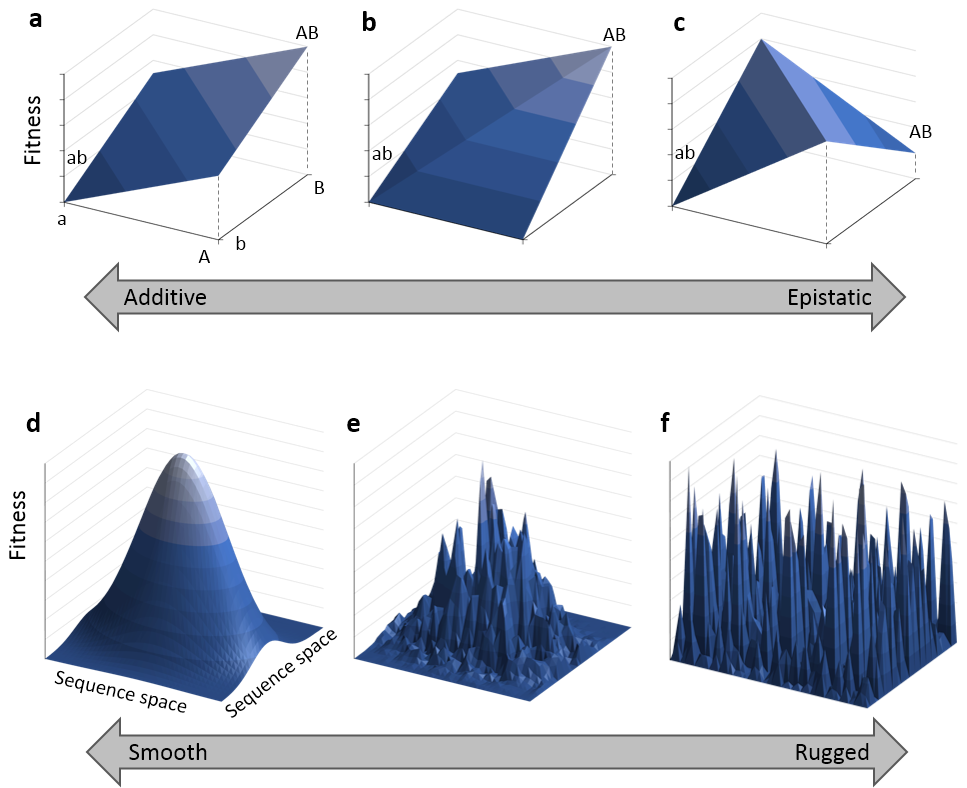
La fila de arriba muestra las ineracciones entre genes aditivos (a), epistasis positiva (b) o epistasis de seña recíproca (c). Abajo está el paisaje adaptativo enseñando cada vez más niveles de epistasis global entre grandes cantidades de genes. Interacciones puramente aditivas conducen a un solo pico liso (d), mientras imcrementa el número de genes que exhiben epistasis, el paisaje se vuelve más áspero (e) y cuando todos los genes interactúan espistáticamente, el paisaje se vuelve tan áspero que las mutaciones parecen tener efectos aleatorios (f).

En genética de evolución, la epistasis de seña es usualmente más significante que la magnitud de la epistasis. Esto se debe a que epistasis de magnitud (positiva y negativa) simplemente afectan qué tan beneficiosas son las mutaciones en conjunto, pero epistasis de seña afecta que las mutaciones sean en combinación benéfica o perjudiciales.
Un paisaje adaptativo es una representación de la aptitud biológica donde todos los genotipos son organizados en un espacio bidimensional y la aptitud de cada genotipo se representa por su altura en una superficie. Usualmente, se utiliza como una metáfora visual para entender la evolución como el proceso ascendente de un genotipo a otro cercano mejor adaptado.
S todas las mutaciones son aditivas, pueden ser adquiridas en cualquier orden y seguir una trayectoria ascendente de los picos. El paisaje es perfectamente liso con un solo pico (máximo global) y todas las secuencias pueden evolucionar cuesta arriba a través de la acumulación de mutaciones benéficas en cualquier orden. Opuestamente, si las mutaciones interactúan con otra por epistasis, el paisaje adaptativo se vuelve más áspero como efecto de una mutación dependiente del perfil genético de las otras mutaciones. En el extremo, las interacciones son tan complejas que la aptitud biológica no está "correlacionado" con la secuencia de genes y la topología del paisaje es aleatoria. A esto se le llama paisaje adaptativo áspero y tiene profundas implicaciones para la optimización evolutiva de los organismos.
Si las mutaciones son perjudiciales en una combinación pero benéficas en otra, el genotipo más apto puede ser accedido solamente a través de la acumulación de mutaciones en un orden específico. Esto hace más probable que los organismos se queden atorados en su máximo local del paisaje adaptativo con las mutaciones en un orden 'incorrecto'.  Por ejemplo, una variante de betalactamasa con 5 mutaciones es capaz de hidrolizar la cefotaxima (un antibiótico de tercera generación). Sin embargo, de las 120 rutas posibles a esta variante de 5 mutaciones, solo el 7% es accesible a evolucionar ya que el resto pasó por valles de aptitud donde la combinación de mutaciones reduce su actividad. En contraste, cambios en el medio ambiente (y por lo tanto también en la forma del paisaje adaptativo) han sido demostrados que otorgan un escape del máximo local. En este ejemplo, la selección de cambiar medios antibióticos resulta en una "mutación de entrada" donde epistáticamente interactúa de manera positiva con otras mutaciones a lo largo del camino evolutivo, cruzando los valles de aptitud eficazmente. Esta mutación de entrada mitiga las interacciones epistáticas negativas de la otra mutación individualmente benéfica, permitiendo que ambas tengas una mejor función. Medio ambientes o selecciones complejas pueden pasar máximo locales de los modelos asumiendo selección simple positiva.
Epistasis alta es normalmente considerada un factor restrictivo de la evolución y mejoras en un carácter altamente epistático es se creen que tienen baja habilidad evolutiva. Esto es porque, en un perfil genético dado, muy pocas mutaciones van a ser benéficas, a pesar de que varias mutaciones deban ocurrir para eventualmente mejorar el carácter. La falta de un paisaje liso complica el acceso evolutivo a picos de aptitud. En paisajes muy ásperos, los valles de aptitud bloquean el acceso de algunos genes y aunque existan crestas que permitan el acceso, estas son raras y excesivamente largas. Además, la adaptación puede mover proteínas hacia paisajes adaptativos más precarios o regiones ásperas. Estos cambios en el "territorio de aptitud" pueden desacelerar la evolución y presentar compensaciones para caracteres adaptativos.
Paisajes adaptativos ásperos epistáticos también pueden afectar la previsibilidad de la evolución. Cuando una mutación tiene un gran número de efectos epistáticos, cada mutación acumulada cambia de manera drástica el conjunto de mutaciones benéficas al alcance. Por lo tanto, la trayectoria evolutiva seguida depende en gran parte de qué mutaciones fueron aceptadas. Así, repeticiones en la evolución que parten del mismo punto tienden a divergir hacia diferente máximos locales en vez de converger en un máximo global como ocurriría en un paisaje liso aditivo.

### Evolución del sexo
La epistasis negativa y el sexo se creen que están íntimamente relacionadas. Experimentalmente, esta idea ha sido probada utilizando simulaciones digitales de poblaciones sexuales y asexuales. A lo largo del tiempo, poblaciones sexuales tienden más hacia epistasis negativa o a disminuir la aptitud de dos alelos que interactúan. Se piensa que la epistasis negativa permite a los individuos con mutaciones interactivas perjudiciales sean removidos eficazmente de la población. Esto elimina a esos alelos de la población resultando en una población en general más apta. Esta hipótesis fue propuesta por Alexey Kondrashov, y es a veces conocida como la hipótesis de mutación determinística y ha sido puesta a prueba utilizando redes de genes artificiales.
Sin embargo, la evidencia de esta hipótesis no ha sido siempre sencilla y el modelo propuesto por Kondrashov ha sido criticado por asumir parámetros de mutaciones lejanos de observaciones del mundo real. Además, en estas pruebas que utilizan redes de genes artificiales, solo se ha encontrado epistasis negativa en redes conectadas más densamente. Mientras, la evidencia empírica indica que redes de genes naturales están escasamente conectadas, y la teoría demuestra que la selección por más fuerza favorece conexiones más escasas y redes mínimamente complejas.

## Métodos y modelos de sistema

### Análisis de regresión
Genética cuantitativa se enfoca en varianza genética debida a interacciones genéticas. Dos loci cualesquiera, a una frecuencia genética particular, pueden ser descompuestos en ocho efectos genéticos independientes utilizando una regresión pesada. En esta regresión, los efectos genéticos observados de los dos loci son tratados como variables dependientes y los efectos genéticos "puros" son utilizados como variables independientes. Como la regresión es pesada, la partición de los componentes de la varianza cambia en función de la frecuencia genética. Análogamente, es posible expandir este sistema a tres o más loci a interacciones citonucleares.

### Ciclos de dobles mutantes
Cuando se analiza la epistasis de un gen, mutagénesis de sitio dirigido puede ser usada para generar diferentes genes y sus proteínas producidas pueden ser examinadas (ej. su estabilidad o su actividad catalítica). A esto a veces se le llama un ciclo de doble mutante e involucra la producción y análisis de una proteína wild type, las dos mutaciones individuales y el doble mutante. La epistasis se mide como la diferencia entre las mutaciones juntas contra la suma de sus efectos individuales. Esto puede ser expresado como una interacción de energía libre. El mismo método puede ser utilizado para investigar las interacciones entre conjuntos de mutaciones grandes pero todas las combinaciones deben de ser producidas y analizadas. Por ejemplo, hay 120 diferentes combinaciones de 5 mutaciones de las cuales algunas o todas pueden ser epistáticas. 